# Prionostemma biolleyi
Prionostemma biolleyi is een hooiwagen uit de familie Sclerosomatidae.